# Марин, Аполлон Никифорович
Аполло́н Ники́форович Мари́н (17 января 1790 г. — 9 августа 1873 г.) — генерал-лейтенант, военный писатель, участник Отечественной войны 1812 г., заграничных походов 1813—1814 гг. и подавления Ноябрьского восстания в 1831 г. Брат поэта-сатирика С. Н. Марина и полковника Е. Н. Марина.

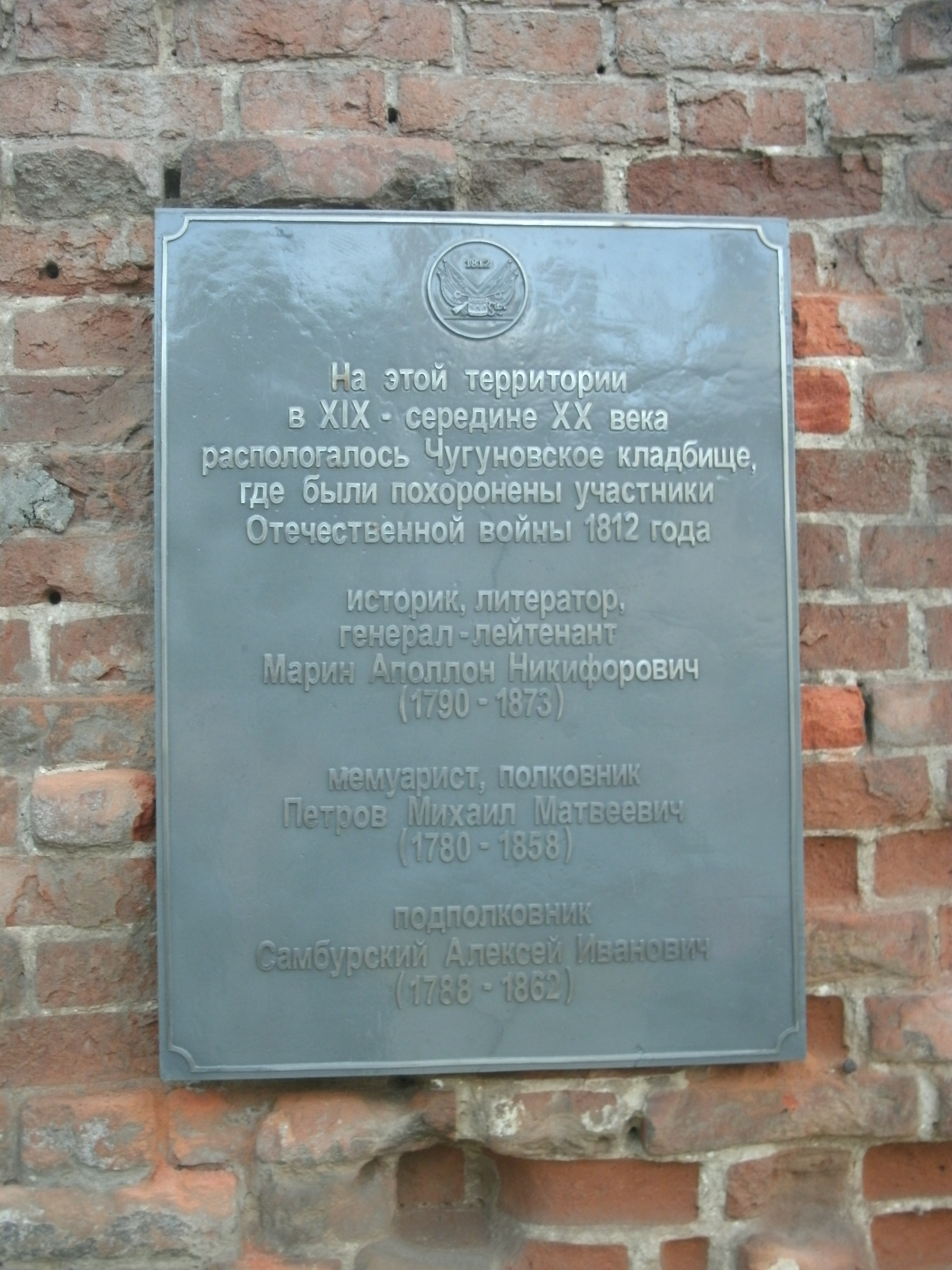
Мемориалная доска на Заставском пилоне

Аполлон Никифорович Марин родился в 1790 году 17 января в городе Воронеже. У отца своего Никифора Михайловича Марина он был третьим сыном. Никифор Михайлович Марин был женат первым браком на девице Марье Ивановне Невежиной, которая умерла вскоре после рождения второго сына — Евгения, а вторым браком сочетался в 1785 году с девицей Анной Дмитриевной Якушкиной. От этого второго брака и родился Аполлон Никифорович Марин.
Воспитание получил в 1-м кадетском корпусе, по окончании которого в 1808 году служил в лейб-гвардии Финляндском батальоне (позже — полку).
Принял участие в Отечественной войне 1812 года и последующих Заграничных кампаниях 1813 и 1814 годов, был ранен в сражениях под Бородиным и при Лейпциге. Согласно формулярному списку в 1812 году был награждён Орденом Св. Анны 4 класса, а в 1813 году — Орденом Св. Владимира 4 степени.
Во время Польского мятежа 1830—1831 г. А. Н. Марин занял пост главнокомандующего войсками и гражданской частью города Лепеля и его уезда. В эту же кампанию он отличился при защите крепости Кейданы, которой с 1820 года был комендантом. Выказал в эту войну много предприимчивости, храбрости и находчивости. 21 декабря 1832 года он был награждён орденом св. Георгия 4-й степени (№ 4700 по списку Григоровича — Степанова).
В 1834 г. Марин был произведён в генерал-майоры. В конце 30-х годов Марин занимал должность коменданта города Гродно. В 1842 году его назначили членом комитета государственного коннозаводства, и он переехал из Гродно в С.-Петербург. С этой должности Марин был уволен в отставку с производством в генерал-лейтенанты.
После отставки проживал в своём имении в селе Подгорном под Воронежем, где устроил, в 1860-х годах, школу для крестьянских мальчиков, сыновей бывших своих крепостных.
В 1846 г. Марин составил историю лейб-гвардии Финляндского полка, под заглавием «Краткий очерк истории лейб-гвардии Финляндского полка, или Материалы в воспоминаниях и рассказах для полной истории полка, с портретами и планами Бородинского и Лейпцигского сражений» (в 2-х томах, СПб., 1846). Этот труд Марина является первой попыткой историографии и жизненного изображения боевого прошлого полка. Финляндскому полку посвящён и его сборник стихотворений «Песни и рассказы из военных походов» (Воронеж, 1873).
Марин был автором и других произведений военно-исторического содержания: так, им была составлена книга под заглавием «Русские богатыри — заветная книжка для ратных людей и народа русского», где в ряде стихотворений, написанных народным языком, описан весь ход войн 1812 и 1813—1815 годов.
Аполлон Никифорович Марин скончался в 1873 году в селе Подгорном Воронежской губернии (ныне микрорайон Подгорное Коминтерновского района). Похоронен на Вознесенском (Чугуновском) кладбище, уничтоженном в тридцатых годах XX века.

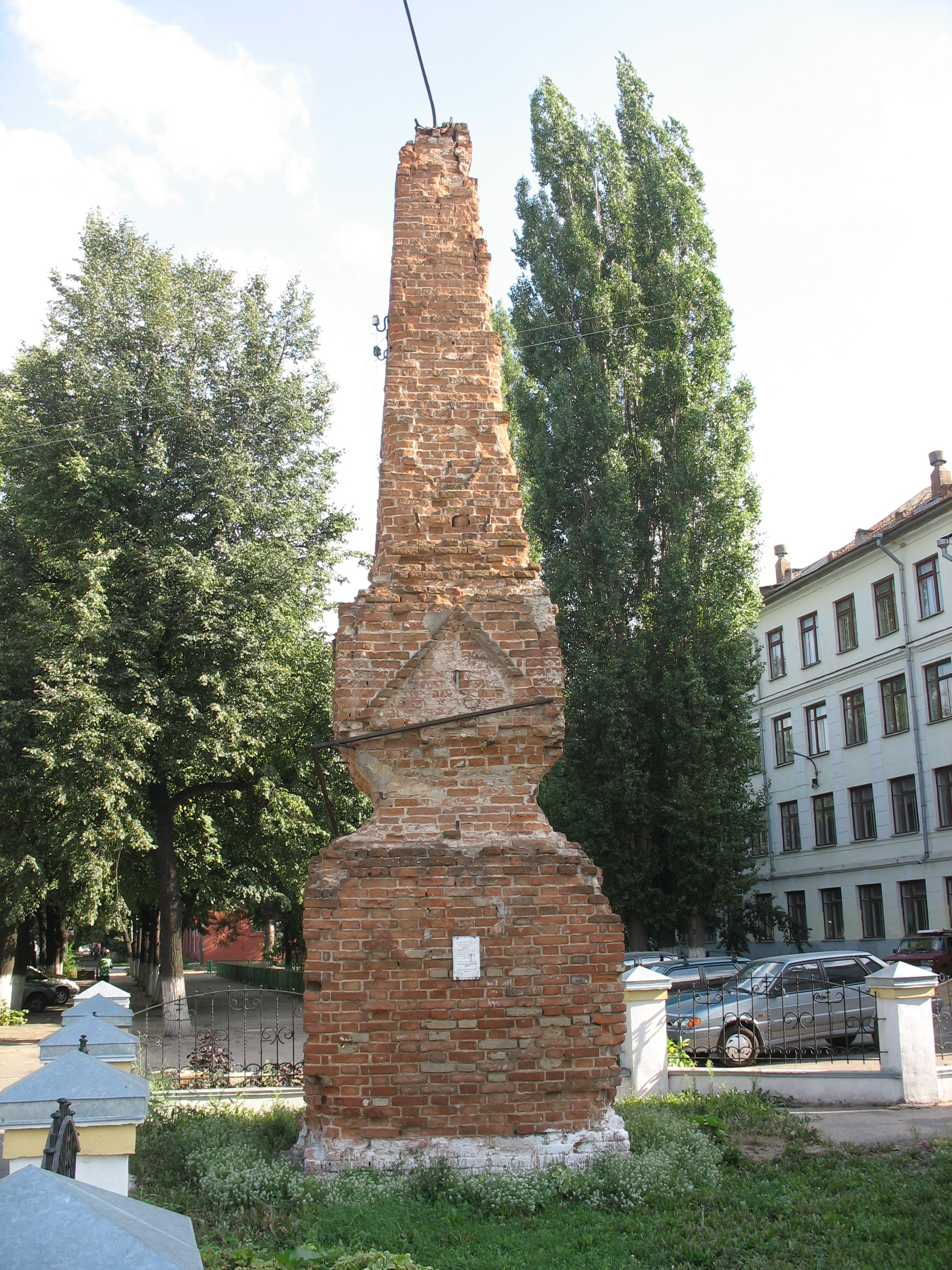
«Заставский пилон»

В Воронеже в августе 2012 года на объекте культурного наследия «Заставский пилон», расположенном у храма пророка Самуила (ул. Карла Маркса, 114 а), к 200-летию Бородинской битвы установили информационную доску в честь похороненных на бывшем Чугуновском кладбище участников Отечественной войны 1812 года. Первым в списке стоит генерал-лейтенант Аполлон Никифорович Марин.